# Бродгедсвілл (Пенсільванія)
Бродгедсвілл (англ. Brodheadsville) — переписна місцевість (CDP) в США, в окрузі Монро штату Пенсільванія. Населення — 1800 осіб (2010).

## Географія
Бродгедсвілл розташований за координатами 40°55′39″ пн. ш. 75°24′5″ зх. д. / 40.92750° пн. ш. 75.40139° зх. д. (40.927483, -75.401272).  За даними Бюро перепису населення США в 2010 році переписна місцевість мала площу 11,18 км², з яких 11,06 км² — суходіл та 0,12 км² — водойми.

## Демографія
Згідно з переписом 2010 року, у переписній місцевості мешкало 1800 осіб у 666 домогосподарствах у складі 498 родин. Густота населення становила 161 особа/км².  Було 743 помешкання (66/км²).
Расовий склад населення:
| - 88,6 % — білих - 6,6 % — чорних або афроамериканців - 0,9 % — азіатів - 0,4 % — корінних американців - 2,2 % — осіб інших рас |

До двох чи більше рас належало 1,3 %. Частка іспаномовних становила 7,6 % від усіх жителів.
За віковим діапазоном населення розподілялося таким чином: 22,9 % — особи молодші 18 років, 60,8 % — особи у віці 18—64 років, 16,3 % — особи у віці 65 років та старші. Медіана віку мешканця становила 43,1 року. На 100 осіб жіночої статі у переписній місцевості припадало 97,4 чоловіків;  на 100 жінок у віці від 18 років та старших — 96,7 чоловіків також старших 18 років.
Середній дохід на одне домашнє господарство  становив 68 367 доларів США (медіана — 53 406), а середній дохід на одну сім'ю — 84 618 доларів (медіана — 67 466). Медіана доходів становила 57 955 доларів для чоловіків та 31 731 долар для жінок. За межею бідності перебувало 8,7 % осіб, у тому числі 17,4 % дітей у віці до 18 років та 14,5 % осіб у віці 65 років та старших.
Цивільне працевлаштоване населення становило 874 особи. Основні галузі зайнятості: роздрібна торгівля — 19,0 %, мистецтво, розваги та відпочинок — 12,7 %, освіта, охорона здоров'я та соціальна допомога — 11,9 %.